# Cámara de Diputados de la Provincia del Chaco
La Cámara de Diputados de la Provincia del Chaco es el órgano del Gobierno Provincial que ejerce el Poder Legislativo en la Provincia del Chaco. Es el único órgano legislativo, ya que según la Constitución Provincial, el Poder Legislativo del Chaco adopta el sistema unicameral, a diferencia del Congreso de la Nación.
Está compuesta en la actualidad por treinta y dos miembros (llamados Diputados) electos por toda la provincia en distrito único. La mitad de sus miembros se renueva cada dos años para un período de cuatro años. Esta cifra puede elevarse como máximo hasta cincuenta por ley, sancionada por los dos tercios de votos del total de sus componentes, con arreglo a cada censo nacional o provincial, debidamente aprobado, se determinará el número de habitantes correspondientes a la representación por diputado. Cada legislador es elegido para ejercer mandato por un período de cuatro años, con posibilidad de ser reelegido de forma indefinida.
La presidencia de este poder es ejercida por un diputado elegido por sus pares, por un período de dos años, renovables por dos años más, dependiendo también de la cantidad de veces que es reelegido el legislador. A su vez, el presidente es secundado por dos vicepresidentes electos bajo las mismas condiciones que el presidente. Para el período 2023-2025, la presidencia es ejercida por la Diputada Carmen Noemí Delgado Britto, de la Unión Cívica Radical.

## Funciones
La Cámara de Diputados tiene como principal función legislar sobre todo el territorio de la provincia del Chaco. Además tiene funciones adicionales, entre las cuales se encuentran:
- Fijar anualmente el presupuesto de gastos de la provincia.
- Autorizar al Poder Ejecutivo a contraer empréstitos.
- Poder Constituyente, facultad de reforma constitucional.
- Acordar subsidios a municipios.
- Aprobar o desechar tratado celebrados con la nación, provincias o estados internacionales.
- Debatir: Esto tiene en la legislatura un rol primordial para la toma de decisiones, cada legislador expresa libremente sus ideas y propuestas sometiéndolas a discusión con sus pares para optimizarlas.
- Fijar divisiones departamentales y los tejidos municipales, establecer el régimen de los municipios.
- Dictar leyes de organización de la justicia y los códigos de procedimientos administrativo y judicial.
- Dictar la ley electoral y la de los partidos políticos.
- Prestar o denegar acuerdos para nombrar funcionarios.
- Controlar a los otros poderes mediante Pedidos de Informe, Interpelaciones, Investigaciones, etc.

## Historia

### Período del Territorio Nacional
Desde el inicio del Territorio Nacional del Chaco (1872) hasta la regularización de los territorios nacionales (1884), el poder legislativo no tenía una figura provincial, y dependía del Congreso Nacional.
A partir de 1884, cuando un Territorio Nacional alcanzaba la cantidad de 30.000 habitantes (constatadas por censo general, y los censos sucesivos), debería haber tenido una Legislatura que funcionaría tres meses al año. Estaría formada por los delegados de los distritos municipales, a razón de uno por cada dos mil habitantes y por cada fracción que no baje de mil quinientos. Cada delegado duraría tres años en el ejercicio de sus funciones, y se renovaría la legislatura de a tercios cada vez. Los miembros debían tener residencia en el territorio por lo menos un año, ser ciudadano mayor de edad y no ocupar ningún empleo público a sueldo en la gobernación. El cargo era gratuito y obligatorio, y nadie podía excusarse sin causa justa. El juramento se realizaría ante el presidente de la legislatura.
La Legislatura podía votar impuestos locales, ordenar obras públicas y en general dictar disposiciones convenientes para el adelanto, fomento y mejor gobierno del territorio. Sus resoluciones tenían fuerza de ley, si no eran vetadas por el Gobernador, dentro del término de diez días hábiles después de sancionada. En caso de veto, la Legislatura debía mantener su voluntad, insistiendo con dos tercios de votos sobre su primitiva sanción. Además, con dos tercios de votos, podía acusar al Gobernador, ante el Poder Ejecutivo, por falta en el cumplimiento de sus deberes.
Para las elecciones, el gobernador nombraba una comisión formada por seis vecinos, tres titulares y tres suplentes, que se encargaban de armar el registro de todos los ciudadanos interesados en ser legisladores. Este registro se renovaba cada tres años.
Era potestad del Gobernador convocar a sesiones extraordinarias y prorrogar las ordinarias.
En el Territorio del Chaco, nada de esto se cumplió, hasta la provincialización.

### Primera Asamblea constituyente
El Congreso de la Nación dispuso por ley 14037 del 8 de agosto de 1951 crear una nueva provincia que tuviera jurisdicción en lo que hasta ese momento había sido el territorio nacional del Chaco. La misma se constituyó en 1952, mediante una asamblea constituyente democráticamente electa, que sesionó entre el 17 y el 21 de diciembre de 1951, sancionando la constitución provincial y eligiendo el nombre que habría de designar a la provincia: «Presidente Perón».
La nueva constitución provincial introdujo como novedad en el sistema político argentino al establecer que la mitad de los miembros de la Cámara de Representantes sería elegida por votación popular y la otra mitad "será elegida por los ciudadanos que pertenezcan a las entidades profesionales que se rigen por la ley nacional de asociaciones profesionales, debiendo estar integrada la lista de candidatos con miembros de esas entidades".
En septiembre de 1955 la dictadura anuló las constituciones de todas las provincias.

### Segunda Asamblea Constituyente
En 1957 se convoca otra asamblea, por orden del Gobierno de Facto, sin participación del partido peronista y se sanciona la Constitución provincial de 1957.

## Autoridades
Como organismo de gobierno, representante del Poder Legislativo, la Cámara de Diputados de la Provincia del Chaco es presidida por una mesa conformada por tres diputados elegidos de manera interna por sus pares. El primero de ellos, ejerce la función de Presidente de la Cámara de Diputados y los restantes fungen los roles de Vicepresidentes (Primero y Segundo). Para todos los casos, estos cargos son elegibles y renovables por un período de dos años, por los que los representantes pueden variar o ser reelegidos, dependiendo también de la cantidad de veces que sean reelegidos como diputados en elecciones generales. Al mismo tiempo, en sus caracteres de Presidente y Vicepresidentes de la Cámara de Diputados, estos diputados pasan a formar parte de la Cadena de Sucesión, en caso de acefalía del Poder Ejecutivo, ubicándose por detrás de quien ostente el cargo de Vicegobernador de la Provincia.

### Mecanismo de elección
Cumplidos los plazos establecidos para las funciones de la mesa directiva de la Cámara de Diputados del Chaco y los mandatos de la mitad del Cuerpo Legislativo, la Presidencia de la Cámara establece fecha y hora para la Sesión Preparatoria, por la cual se dará ingreso a los diputados que renovarán el 50% del Cuerpo, a la vez de seleccionar a las Autoridades Legislativas. Una vez fijadas fecha y hora, se revisan los mandatos constitucionales de los diputados que ejercieron las funciones de Presidente y Vicepresidentes, para determinar quién presidirá el órgano durante dicha Sesión, debiendo inaugurarla aquel al que le falten dos años para concluir su mandato constitucional de diputado. En  caso de que a los tres miembros de la Mesa Directiva, les coincida el fin de mandato con el cierre de su plazo como miembro de la Mesa Directiva, se busca entre los restantes legisladores a los Presidentes de Comisiones, o bien, al de mayor edad al que todavía le falten dos años para cumplir su mandato constitucional. Este legislador tendrá a su cargo la inauguración de la Sesión Preparatoria y presidirá la elección y toma de juramento del Presidente Provisional.
Una vez inaugurada la sesión, se propone la elección de un Presidente Provisional, quien al asumir no sólo hará caducar el mandato de la anterior Mesa Directiva, sino que tendrá a su cargo la toma de juramento de los 16 nuevos legisladores y presidirá la elección y toma de juramento del nuevo Presidente de la Cámara de Diputados. Una vez puesto en funciones el nuevo Presidente, el presidente Provisional regresa a su banca a cumplir sus funciones como legislador, mientras el nuevo Presidente procede a presidir la elección y toma de juramento de los nuevos Vicepresidentes 1.º y 2.º, completándose la nueva Comisión Directiva de la Cámara de Diputados y siendo electos los nuevos representantes en la Cadena de Sucesión del Poder Ejecutivo. 
En todos los casos, todos los cargos son asumidos de manera plenipotencial, a partir del 10 de diciembre del año de inicio de los períodos.

### Mesa directiva período 2023-2025
| Mesa directiva período 2023-2025                  | Mesa directiva período 2023-2025 | Mesa directiva período 2023-2025 | Mesa directiva período 2023-2025 | Mesa directiva período 2023-2025 |
| Cargo/Diputado                                    | Bloque                           | Bloque                           | Inicio del Mandato               | Fin del Mandato                  |
| ------------------------------------------------- | -------------------------------- | -------------------------------- | -------------------------------- | -------------------------------- |
| Presidenta Carmen Noemí Delgado Britto            |                                  | UCR-Juntos por el Cambio         | 2023                             | 2027                             |
| Vicepresidenta 1.ª Andrea Anastacia Charole       |                                  | PJ-CER                           | 2021                             | 2025                             |
| Vicepresidente 2.º Darío Augusto Bacileff Ivanoff |                                  | Frente Integrador                | 2021                             | 2025                             |

## Comisiones
La Cámara de Diputados, cuenta actualmente con 5 comisiones permanentes:
- Asuntos constitucionales: Le corresponde dictaminar sobre todo proyecto o asunto que pueda afectar principios constitucionales, conflictos de leyes, atribuciones de los poderes públicos y tratados Interprovinciales; sobre los mensajes del Poder Ejecutivo, solicitando acuerdo para el nombramiento o remoción de funcionarios y en aquellos que versen sobre legislación electoral.

- Legislación general, justicia y seguridad: Le corresponde dictaminar sobre todo proyecto o asunto relativo a la legislación civil, comercial, penal, correccional y de minería. Asimismo dictaminará sobre todo lo relacionado con la seguridad y prevención de delitos y el mantenimiento del orden público y sobre aquellos asuntos de legislación general o especial, cuyo estudio no este conferido expresamente a otra por el presente reglamento.

- Hacienda y presupuesto: Le corresponde dictaminar sobre todo proyecto o solicitud de reforma de las leyes tributarias, leyes de sueldos, asuntos o proyectos relativos a empréstitos, bancos, emisiones, deudas públicas y sobre todo asunto referente a créditos suplementarios que se presente a la Cámara; dictaminar sobre el presupuesto general de la administración y de las reparticiones autárquicas.

- Obras y servicios públicos: Le corresponde dictaminar sobre los proyectos o asuntos que se relacionen con la concesión, autorización, reglamentación y ejecución de obras arquitectónicas, de urbanismo, sanitarias, de saneamiento, hidráulicas o de riego, y demás obras Públicas de la Provincia.

- Legislación del trabajo, previsión y seguridad social: Le corresponde dictaminar sobre todo proyecto o asunto relativo a legislación del trabajo, seguro social, jubilaciones, pensiones y retiros.

## Biblioteca Legislativa
Desde el año 1958, se asignaron los primeros Diputados como "Bibliotecarios".

## Composición

### 2025-2027
| Nómina de diputados         | Nómina de diputados | Nómina de diputados | Nómina de diputados  | Nómina de diputados | Nómina de diputados |
| Diputado                    | Bloque              | Bloque              | Bloque               | Inicio del Mandato  | Fin del Mandato     |
| Diputado                    | C y P               | C y P               | AF                   | Inicio del Mandato  | Fin del Mandato     |
| --------------------------- | ------------------- | ------------------- | -------------------- | ------------------- | ------------------- |
| Laura Faviana Bissoni       |                     | PRO                 | Juntos por el Cambio | 2023                | 2027                |
| Ernesto Miguel Blasco       |                     | PRO                 | Juntos por el Cambio | 2023                | 2027                |
| María Pía Chiaccho Cavanna  |                     | PJ                  | Frente Chaqueño      | 2023                | 2027                |
| Teresa Mónica Cubells       |                     | Frente Grande       | Frente Chaqueño      | 2023                | 2027                |
| Carmen Noemí Delgado Britto |                     | UCR                 | Juntos por el Cambio | 2023                | 2027                |
| Analía Inés Flores          |                     | PJ                  | Frente Chaqueño      | 2023                | 2027                |
| Josefina Gladys González    |                     | PJ                  | Primero Chaco        | 2023                | 2027                |
| Rubén Omar Guillón          |                     | PJ                  | Frente Chaqueño      | 2023                | 2027                |
| Iván Nicolás Gyoker         |                     | RU                  | Juntos por el Cambio | 2023                | 2027                |
| Santiago Agustín Pérez Pons |                     | PJ                  | Frente Chaqueño      | 2023                | 2027                |
| Carlos Héctor Salom         |                     | UCR                 | Juntos por el Cambio | 2023                | 2027                |
| Rodolfo Schwartz            |                     | PTP                 | Frente Chaqueño      | 2023                | 2027                |
| Nicolás Slimel              |                     | PJ                  | Frente Chaqueño      | 2023                | 2027                |
| Samuel Vargas               |                     | Nuevo País          | Juntos por el Cambio | 2023                | 2027                |
| Zulema Alicia Wannesson     |                     | UCR                 | Juntos por el Cambio | 2023                | 2027                |
| Maida Gabriela With         |                     | UCR                 | Juntos por el Cambio | 2023                | 2027                |

### 2023-2025
| Mesa directiva período 2023-2025                    | Mesa directiva período 2023-2025 | Mesa directiva período 2023-2025     | Mesa directiva período 2023-2025     | Mesa directiva período 2023-2025 | Mesa directiva período 2023-2025 |
| Cargo/Diputado                                      | Bloque                           | Bloque                               | Bloque                               | Inicio del Mandato               | Fin del Mandato                  |
| --------------------------------------------------- | -------------------------------- | ------------------------------------ | ------------------------------------ | -------------------------------- | -------------------------------- |
| Presidenta Carmen Noemí Delgado Britto              |                                  | UCR-Juntos por el Cambio             | UCR-Juntos por el Cambio             | 2023                             | 2027                             |
| Vicepresidenta 1.ª Andrea Anastacia Charole         |                                  | PJ-Corriente de Expresión Renovadora | PJ-Corriente de Expresión Renovadora | 2021                             | 2025                             |
| Vicepresidente 2.º Darío Augusto Bacileff Ivanoff   |                                  | Frente Integrador                    | Frente Integrador                    | 2021                             | 2025                             |
| Presidente Provisional Sebastián Leonardo Lazzarini |                                  | UCR-Juntos por el Cambio             | UCR-Juntos por el Cambio             | 2021                             | 2025                             |
| Nómina de diputados                                 |                                  |                                      |                                      |                                  |                                  |
| Diputado                                            | Bloque                           | Bloque                               | Bloque                               | Inicio del Mandato               | Fin del Mandato                  |
| Diputado                                            | C y P                            | C y P                                | AF                                   | Inicio del Mandato               | Fin del Mandato                  |
| Dorys Lilian Arkwright                              |                                  | UCR                                  | Juntos por el Cambio                 | 2021                             | 2025                             |
| Juan Carlos Ayala                                   |                                  | PJ                                   | Frente Chaqueño                      | 2021                             | 2025                             |
| Darío Augusto Bacileff Ivanoff                      |                                  | Frente Integrador                    | Frente Integrador                    | 2021                             | 2025                             |
| Paola Andrea de las Mercedes Benítez                |                                  | PJ                                   | Frente Chaqueño                      | 2021                             | 2025                             |
| Juan José Bergia                                    |                                  | NE-Par                               | Frente Chaqueño                      | 2021                             | 2025                             |
| Laura Faviana Bissoni                               |                                  | PRO                                  | Juntos por el Cambio                 | 2023                             | 2027                             |
| Ernesto Miguel Blasco                               |                                  | PRO                                  | Juntos por el Cambio                 | 2023                             | 2027                             |
| Andrea Silvina Canteros Reiser                      |                                  | UCR                                  | Juntos por el Cambio                 | 2021                             | 2025                             |
| Andrea Anastacia Charole                            |                                  | PJ                                   | Corriente de Expresión Renovadora    | 2021                             | 2025                             |
| María Pía Chiaccho Cavanna                          |                                  | PJ                                   | Frente Chaqueño                      | 2023                             | 2027                             |
| Teresa Mónica Cubells                               |                                  | Frente Grande                        | Frente Chaqueño                      | 2023                             | 2027                             |
| Carmen Noemí Delgado Britto                         |                                  | UCR                                  | Juntos por el Cambio                 | 2023                             | 2027                             |
| Analía Inés Flores                                  |                                  | PJ                                   | Frente Chaqueño                      | 2023                             | 2027                             |
| Zulma Galeano                                       |                                  | UCR                                  | Juntos por el Cambio                 | 2021                             | 2025                             |
| Josefina Gladys González                            |                                  | PJ                                   | Frente Chaqueño                      | 2023                             | 2027                             |
| Rubén Omar Guillón                                  |                                  | PJ                                   | Frente Chaqueño                      | 2023                             | 2027                             |
| Livio Edgardo Gutiérrez                             |                                  | UCR                                  | Juntos por el Cambio                 | 10-12-2023                       | 10-12-2023                       |
| Iván Nicolás Gyoker                                 |                                  | RU                                   | Juntos por el Cambio                 | 2023                             | 2027                             |
| Atlanto Honcheruk                                   |                                  | PJ                                   | Frente Chaqueño                      | 2021                             | 2025                             |
| Sebastián Leonardo Lazzarini                        |                                  | UCR                                  | Juntos por el Cambio                 | 2021                             | 2025                             |
| Rodrigo Hernán Ocampo                               |                                  | PJ                                   | Frente Chaqueño                      | 2021                             | 2025                             |
| Elba Gricelda Ojeda                                 |                                  | PJ                                   | Corriente de Expresión Renovadora    | 2021                             | 2025                             |
| Rodrigo Patricio Pavón                              |                                  | UCR                                  | Juntos por el Cambio                 | 2023                             | 2025                             |
| Carim Antonio Peche                                 |                                  | UCR                                  | Juntos por el Cambio                 | 2021                             | 2025                             |
| Santiago Agustín Pérez Pons                         |                                  | PJ                                   | Frente Chaqueño                      | 2023                             | 2027                             |
| Silvia Mariela Quirós                               |                                  | PJ                                   | Frente Chaqueño                      | 2021                             | 2025                             |
| Francisco Romero Castelán                           |                                  | UCR                                  | Juntos por el Cambio                 | 2023                             | 2025                             |
| Carlos Héctor Salom                                 |                                  | UCR                                  | Juntos por el Cambio                 | 2023                             | 2027                             |
| Rodolfo Schwartz                                    |                                  | PTP                                  | Frente Chaqueño                      | 2023                             | 2027                             |
| Nicolás Slimel                                      |                                  | PJ                                   | Frente Chaqueño                      | 2023                             | 2027                             |
| Samuel Vargas                                       |                                  | Nuevo País                           | Juntos por el Cambio                 | 2023                             | 2027                             |
| Zulema Alicia Wannesson                             |                                  | UCR                                  | Juntos por el Cambio                 | 2023                             | 2027                             |
| Maida Gabriela With                                 |                                  | UCR                                  | Juntos por el Cambio                 | 2023                             | 2027                             |

### 2021-2023
| Mesa directiva período 2017-2019               | Mesa directiva período 2017-2019 | Mesa directiva período 2017-2019 | Mesa directiva período 2017-2019 | Mesa directiva período 2017-2019 |
| Cargo/Diputado                                 | Bloque                           | Bloque                           | Inicio del Mandato               | Fin del Mandato                  |
| ---------------------------------------------- | -------------------------------- | -------------------------------- | -------------------------------- | -------------------------------- |
| Presidenta Lidia Élida Cuesta                  |                                  | Justicialista                    | 2019                             | 2023                             |
| Vicepresidente 1.º Salvador Jaime Parra Moreno |                                  | Frente Integrador                | 2019                             | 2023                             |
| Vicepresidente 2.ª Leandro César Zdero         |                                  | Presidente Raúl Alfonsín - UCR   | 2021                             | 2025                             |
| Presidente Provisional Hugo Abel Sager         |                                  | Justicialista                    | 2019                             | 2023                             |
| Nómina de diputados                            |                                  |                                  |                                  |                                  |
| Diputado                                       | Bloque                           | Bloque                           | Inicio del Mandato               | Fin del Mandato                  |
| Roberto Marcelo Acosta                         |                                  | Justicialista                    | 2019                             | 2023                             |
| Alejandro Gabriel Aradas                       |                                  | Evolución + Somos Parte          | 2021                             | 2023                             |
| Dorys Lilian Arkwright                         |                                  | UCR - Presidente Raúl Alfonsín   | 2021                             | 2025                             |
| Jessica Yanina Ayala                           |                                  | Justicialista                    | 2019                             | 2023                             |
| Juan Carlos Ayala                              |                                  | Justicialista                    | 2021                             | 2025                             |
| Darío Augusto Bacileff Ivanoff                 |                                  | Frente Integrador                | 2021                             | 2025                             |
| Paola Andrea de las Mercedes Benítez           |                                  | Justicialista                    | 2021                             | 2025                             |
| Juan José Bergia                               |                                  | Nuevo Espacio de Participación   | 2021                             | 2025                             |
| Andrea Silvina Canteros Reiser                 |                                  | Evolución + Somos Parte          | 2021                             | 2025                             |
| Débora Soledad Cardozo                         |                                  | UCR - Convergencia Social        | 2019                             | 2023                             |
| Andrea Anastacia Charole                       |                                  | Justicialista                    | 2021                             | 2025                             |
| Gustavo Silvio Corradi                         |                                  | UCR - Convergencia Social        | 2020                             | 2023                             |
| Teresa Cubells                                 |                                  | Frente Grande                    | 2019                             | 2023                             |
| Lidia Élida Cuesta                             |                                  | Justicialista                    | 2019                             | 2023                             |
| Graciela Alicia Digiuni                        |                                  | Evolución + Somos Parte          | 2019                             | 2023                             |
| Luis Alberto El Halli Obeid                    |                                  | Bloque por Chaco                 | 2019                             | 2023                             |
| Zulma Galeano                                  |                                  | UCR - Convergencia Social        | 2021                             | 2025                             |
| Livio Edgardo Gutiérrez                        |                                  | UCR - Convergencia Social        | 2019                             | 2023                             |
| Atlanto Honcheruk                              |                                  | Justicialista                    | 2021                             | 2025                             |
| Elda Insaurralde                               |                                  | Justicialista                    | 2019                             | 2023                             |
| Sebastián Leonardo Lazzarini                   |                                  | UCR - Convergencia Social        | 2021                             | 2025                             |
| Rodrigo Hernán Ocampo                          |                                  | Justicialista                    | 2021                             | 2025                             |
| Elba Gricelda Ojeda                            |                                  | Justicialista                    | 2021                             | 2025                             |
| Claudia Lorena Panzardi                        |                                  | Justicialista                    | 2019                             | 2023                             |
| Salvador Jaime Parra Moreno                    |                                  | Frente Integrador                | 2019                             | 2023                             |
| Carim Antonio Peche                            |                                  | UCR - Convergencia Social        | 2021                             | 2025                             |
| Clara Anahí Pérez Otazu                        |                                  | Frente Integrador                | 2019                             | 2023                             |
| Silvia Mariela Quirós                          |                                  | Justicialista                    | 2021                             | 2025                             |
| Hugo Abel Sager                                |                                  | Justicialista                    | 2019                             | 2023                             |
| Rodolfo Schwartz                               |                                  | Partido del Trabajo y del Pueblo | 2019                             | 2023                             |
| Nicolás Slimel                                 |                                  | Justicialista                    | 2019                             | 2023                             |
| Leandro César Zdero                            |                                  | UCR - Presidente Raúl Alfonsín   | 2021                             | 2023                             |

### 2019-2021
| Mesa directiva período 2017-2019               | Mesa directiva período 2017-2019 | Mesa directiva período 2017-2019 | Mesa directiva período 2017-2019 | Mesa directiva período 2017-2019 |
| Cargo/Diputado                                 | Bloque                           | Bloque                           | Inicio del Mandato               | Fin del Mandato                  |
| ---------------------------------------------- | -------------------------------- | -------------------------------- | -------------------------------- | -------------------------------- |
| Presidente Hugo Abel Sager                     |                                  | Justicialista                    | 2019                             | 2023                             |
| Vicepresidente 1.º Salvador Jaime Parra Moreno |                                  | Frente Integrador                | 2019                             | 2023                             |
| Vicepresidente 2.ª Leandro César Zdero         |                                  | Presidente Raúl Alfonsín - UCR   | 2017                             | 2021                             |
| Presidente Provisional Juan José Bergia        |                                  | Nuevo Espacio de Participación   | 2017                             | 2021                             |
| Nómina de diputados                            |                                  |                                  |                                  |                                  |
| Diputado                                       | Bloque                           | Bloque                           | Inicio del Mandato               | Fin del Mandato                  |
| Roberto Marcelo Acosta                         |                                  | Justicialista                    | 2019                             | 2023                             |
| Alejandro Gabriel Aradas                       |                                  | UCR - Convergencia Social        | 2017                             | 2021                             |
| Jessica Yanina Ayala                           |                                  | Justicialista                    | 2019                             | 2023                             |
| Juan Carlos Ayala                              |                                  | Justicialista                    | 2019                             | 2021                             |
| José Antonio Barbetti                          |                                  | UCR - NEA                        | 2019                             | 2020                             |
| Carina Noemí Batalla                           |                                  | UCR - Somos Parte                | 2017                             | 2021                             |
| Juan José Bergia                               |                                  | Nuevo Espacio de Participación   | 2017                             | 2021                             |
| Débora Soledad Cardozo                         |                                  | UCR - Convergencia Social        | 2019                             | 2023                             |
| Andrea Anastacia Charole                       |                                  | Justicialista                    | 2017                             | 2021                             |
| Gladis Noemí Cristaldo                         |                                  | Scalabrini Ortiz de Forja        | 2017                             | 2021                             |
| Teresa Cubells                                 |                                  | Frente Grande                    | 2019                             | 2023                             |
| Lidia Élida Cuesta                             |                                  | Justicialista                    | 2019                             | 2023                             |
| Carmen Noemi Delgado                           |                                  | Presidente Raúl Alfonsín - UCR   | 2017                             | 2021                             |
| Aurelio Heriberto Díaz                         |                                  | Partido del Obrero               | 2017                             | 2021                             |
| Graciela Alicia Digiuni                        |                                  | UCR - Somos Parte                | 2019                             | 2023                             |
| Luis Alberto El Halli Obeid                    |                                  | PRO Chaco                        | 2019                             | 2023                             |
| Nadia Soledad García Amud                      |                                  | Justicialista                    | 2017                             | 2021                             |
| Livio Edgardo Gutiérrez                        |                                  | UCR - Convergencia Social        | 2019                             | 2023                             |
| Elda Insaurralde                               |                                  | Justicialista                    | 2019                             | 2023                             |
| Roy Abelardo Nikisch                           |                                  | UCR - Somos Parte                | 2017                             | 2021                             |
| Claudia Lorena Panzardi                        |                                  | Justicialista                    | 2019                             | 2023                             |
| Enrique Paredes                                |                                  | Justicialista                    | 2017                             | 2021                             |
| Salvador Jaime Parra Moreno                    |                                  | Frente Integrador                | 2019                             | 2023                             |
| Carim Antonio Peche                            |                                  | UCR - Convergencia Social        | 2017                             | 2021                             |
| Juan Manuel Pedrini                            |                                  | Justicialista                    | 2017                             | 2021                             |
| Clara Anahí Pérez Otazu                        |                                  | Frente Integrador                | 2019                             | 2023                             |
| Hugo Abel Sager                                |                                  | Justicialista                    | 2019                             | 2023                             |
| Rodolfo Schwartz                               |                                  | Partido del Trabajo y del Pueblo | 2019                             | 2023                             |
| Nicolás Slimel                                 |                                  | Justicialista                    | 2019                             | 2023                             |
| Liliana Estela Spoljaric                       |                                  | Justicialista                    | 2017                             | 2021                             |
| María Elena Vargas                             |                                  | Justicialista                    | 2017                             | 2021                             |
| Leandro César Zdero                            |                                  | Presidente Raúl Alfonsín - UCR   | 2017                             | 2021                             |

### 2017-2019
| Mesa directiva período 2017-2019            | Mesa directiva período 2017-2019 | Mesa directiva período 2017-2019  | Mesa directiva período 2017-2019 | Mesa directiva período 2017-2019 |
| Cargo/Diputado                              | Bloque                           | Bloque                            | Inicio del Mandato               | Fin del Mandato                  |
| ------------------------------------------- | -------------------------------- | --------------------------------- | -------------------------------- | -------------------------------- |
| Presidenta Lidia Élida Cuesta               |                                  | Justicialista                     | 2015                             | 2019                             |
| Vicepresidente 1.º Juan José Bergia         |                                  | Nuevo Espacio de Participación    | 2017                             | 2021                             |
| Vicepresidenta 2.ª Carina Noemí Batalla     |                                  | UCR - Somos Parte                 | 2017                             | 2021                             |
| Presidente Provisional Ricardo Luis Sánchez |                                  | Justicialista                     | 2015                             | 2019                             |
| Nómina de diputados                         |                                  |                                   |                                  |                                  |
| Diputado                                    | Bloque                           | Bloque                            | Inicio del Mandato               | Fin del Mandato                  |
| Susana Lilián Alonso                        |                                  | Justicialista                     | 2015                             | 2019                             |
| Rubén Walter Aquino                         |                                  | Justicialista                     | 2017                             | 2019                             |
| Alejandro G. Aradas                         |                                  | UCR - Convergencia Social         | 2017                             | 2021                             |
| Darío Augusto Bacileff Ivanoff              |                                  | Justicialista                     | 2015                             | 2019                             |
| Carina Noemí Batalla                        |                                  | UCR - Somos Parte                 | 2017                             | 2021                             |
| Juan José Bergia                            |                                  | Nuevo Espacio de Participación    | 2017                             | 2021                             |
| Andrea Anastacia Charole                    |                                  | Justicialista                     | 2017                             | 2021                             |
| Gustavo Silvio Corradi                      |                                  | UCR - Convergencia Social         | 2015                             | 2019                             |
| Gladis Noemí Cristaldo                      |                                  | Bloque de la Concertación - Forja | 2017                             | 2021                             |
| Lidia Élida Cuesta                          |                                  | Justicialista                     | 2015                             | 2019                             |
| Pablo Alberto Curin                         |                                  | UCR - Somos Parte                 | 2015                             | 2019                             |
| Carmen Noemi Delgado                        |                                  | UCR - NEA                         | 2017                             | 2021                             |
| Aurelio Heriberto Díaz                      |                                  | Partido Obrero                    | 2017                             | 2021                             |
| Hugo Dardo Domínguez                        |                                  | UCR - Encuentro Cívico            | 2015                             | 2019                             |
| Irene Ada Dumrauf                           |                                  | UCR - Crisol                      | 2015                             | 2019                             |
| Luis Alberto El Halli Obeid                 |                                  | PRO Chaco                         | 2015                             | 2019                             |
| María Lilian Fonseca                        |                                  | Justicialista                     | 2015                             | 2019                             |
| Nadia Soledad García Amud                   |                                  | Justicialista                     | 2017                             | 2021                             |
| Claudia Noemí González                      |                                  | UCR - Somos Parte                 | 2015                             | 2019                             |
| Livio Edgardo Gutiérrez                     |                                  | UCR - Convergencia Social         | 2015                             | 2019                             |
| Roy Abelardo Nikisch                        |                                  | UCR - Somos Parte                 | 2017                             | 2021                             |
| Claudia Lorena Panzardi                     |                                  | Justicialista                     | 2015                             | 2019                             |
| Enrique Paredes                             |                                  | Justicialista                     | 2017                             | 2021                             |
| Carim Antonio Peche                         |                                  | UCR - Convergencia Social         | 2017                             | 2021                             |
| Juan Manuel Pedrini                         |                                  | Justicialista                     | 2017                             | 2021                             |
| Hugo Abel Sager                             |                                  | Justicialista                     | 2015                             | 2019                             |
| Ricardo Luis Sánchez                        |                                  | Justicialista                     | 2015                             | 2019                             |
| Liliana Estela Spoljaric                    |                                  | Justicialista                     | 2017                             | 2021                             |
| Héctor Daniel Trabalón                      |                                  | Frente Grande                     | 2015                             | 2019                             |
| Maria Elena Vargas                          |                                  | Justicialista                     | 2017                             | 2021                             |
| Héctor Justino Vega                         |                                  | Justicialista                     | 2016                             | 2019                             |
| Leandro César Zdero                         |                                  | UCR - NEA                         | 2017                             | 2021                             |

### 2015-2017
| Mesa directiva período 2015-2017         | Mesa directiva período 2015-2017 | Mesa directiva período 2015-2017 | Mesa directiva período 2015-2017 | Mesa directiva período 2015-2017 |
| Cargo/Diputado                           | Bloque                           | Bloque                           | Inicio del Mandato               | Fin del Mandato                  |
| ---------------------------------------- | -------------------------------- | -------------------------------- | -------------------------------- | -------------------------------- |
| Presidenta Lidia Élida Cuesta            |                                  | Justicialista                    | 2015                             | 2019                             |
| Vicepresidente 1.º Raúl Policarpo Acosta |                                  | Concertación - Forja             | 2013                             | 2017                             |
| Vicepresidente 2.º Hugo Dardo Domínguez  |                                  | UCR - NEA                        | 2015                             | 2019                             |
| Presidenta Provisional Elda Aída Pértile |                                  | Justicialista                    | 2013                             | 2017                             |
| Nómina de diputados                      |                                  |                                  |                                  |                                  |
| Diputado                                 | Bloque                           | Bloque                           | Inicio del Mandato               | Fin del Mandato                  |
| Raúl Policarpo Acosta                    |                                  | Concertación - Forja             | 2013                             | 2017                             |
| Susana Lilián Alonso                     |                                  | Justicialista                    | 2015                             | 2019                             |
| Darío Augusto Bacileff Ivanoff           |                                  | Justicialista                    | 2015                             | 2019                             |
| Juan José Bergia                         |                                  | Nuevo Espacio de Participación   | 2015                             | 2016                             |
| Fermina Beatriz Bogado                   |                                  | Justicialista                    | 2013                             | 2017                             |
| Roberto Orlando Bracone                  |                                  | Justicialista                    | 2016                             | 2017                             |
| Ana María Griselda Canata                |                                  | UCR - NEA                        | 2013                             | 2017                             |
| Orlando Charole                          |                                  | Justicialista                    | 2013                             | 2017                             |
| Gustavo Silvio Corradi                   |                                  | UCR - Convergencia Social        | 2015                             | 2019                             |
| Lidia Élida Cuesta                       |                                  | Justicialista                    | 2015                             | 2019                             |
| Pablo Alberto Curin                      |                                  | UCR - Somos Parte                | 2015                             | 2019                             |
| Viviana Mónica Damilano Grivarello       |                                  | Justicialista                    | 2013                             | 2017                             |
| Hugo Dardo Domínguez                     |                                  | UCR - NEA                        | 2015                             | 2019                             |
| Irene Ada Dumrauf                        |                                  | UCR - Crisol                     | 2015                             | 2019                             |
| Luis Alberto El Halli Obeid              |                                  | PRO Chaco                        | 2015                             | 2019                             |
| María Lilian Fonseca                     |                                  | Justicialista                    | 2015                             | 2019                             |
| Claudia Noemí González                   |                                  | UCR - Somos Parte                | 2015                             | 2019                             |
| Rubén Omar Guillón                       |                                  | Justicialista                    | 2013                             | 2017                             |
| Livio Edgardo Gutiérrez                  |                                  | UCR - Convergencia Social        | 2015                             | 2019                             |
| Carlos Omar Martínez                     |                                  | Libres del Sur                   | 2013                             | 2017                             |
| Roy Abelardo Nikisch                     |                                  | UCR - Somos Parte                | 2013                             | 2017                             |
| Claudia Lorena Panzardi                  |                                  | Justicialista                    | 2015                             | 2019                             |
| Enrique Paredes                          |                                  | Justicialista                    | 2013                             | 2017                             |
| Carim Antonio Peche                      |                                  | UCR - Convergencia Social        | 2013                             | 2017                             |
| Elda Aída Pértile                        |                                  | Justicialista                    | 2013                             | 2017                             |
| Hugo Abel Sager                          |                                  | Justicialista                    | 2015                             | 2019                             |
| Mariana Fernanda Salom                   |                                  | UCR - Convergencia Social        | 2013                             | 2017                             |
| Ricardo Luis Sánchez                     |                                  | Justicialista                    | 2015                             | 2019                             |
| Celeste Luz Marina Segovia               |                                  | Justicialista                    | 2013                             | 2017                             |
| Mirta Inés Tichy                         |                                  | Justicialista                    | 2015                             | 2017                             |
| Héctor Daniel Trabalón                   |                                  | Frente Grande                    | 2015                             | 2019                             |
| Sergio Ariel Vallejos                    |                                  | UCR - 26 de junio                | 2013                             | 2017                             |